# Juan Castillo Balcázar
Juan Castillo Balcázar (La Serena, 29 de outubro de 1975) é um ex-futebolista chileno que atuava como atacante.

## Carreira
Juan Castillo Balcázar integrou a Seleção Chilena de Futebol na Copa América de 1997.